# الأزمة السياسية في بيرو 2017-2020
الأزمة السياسية في بيرو 2017-2020 هي فترة مستمرة من عدم الاستقرار السياسي في جمهورية بيرو خلال عهد حكومة بيدرو بابلو كوشينسكي، بين 15 سبتمبر عام 2017 و23 مارس عام 2018، ومنذ 7 يوليو عام 2018 في ظل حكومة مارتن فيزكارا.
يمكن تقسيم هذه الأزمة حتى الآن إلى سبع فترات: الفترة الأولى: أو «الأزمة الأولى» تعود إلى سلسلة من الأحداث انتهت رسميًا في 15 سبتمبر عام 2017 بانفصال كامل للدولة إلى قسمين. من ناحية، السلطة التنفيذية المسماة «بالرسمية»، والتي يقودها الرئيس المنتخب دستوريًا بيدرو بابلو كوشينسكي، ومن ناحية أخرى، مجلس الشيوخ البيروفي الذي يسيطر عليه حزب القوة الشعبية الفوجيموري الذي يسمي نفسه «بالمعارضة» وتقود الحزب الزعيمة كايكو فوجيموري. في 13 أكتوبر، استأنف مجلس الشيوخ الذي تسيطر عليه المعارضة العلاقات مع الحزب الحاكم، وإن كان ذلك بطريقة هشة.
الفترة الثانية: أو «الأزمة الثانية» تعود إلى فقدان رئيس الجمهورية بيدرو بابلو كوشينسكي اعتباره بعد الكشف عن تعارض المصالح المفترض عندما كان وزيرًا للدولة في حكومة أليخاندرو توليدو (2001-2006)، وقدم خدمات احترافية لشركة أودبريشت وتلقى مدفوعات كبيرة. حتى ذلك الحين، نفى بيدرو بابلو كوشينسكي باستمرار وجود أي علاقة عمل مع تلك الشركة. كل هذا أدى إلى أول طلب رسمي لفراغ منصب الرئاسة بسبب «انعدام الأهلية الأخلاقية» وفقًا للدستور الحالي (بسبب كذبه المستمر حول علاقته بشركة أودبريشت)، ولكن ذلك لم ينجح. بعد ذلك بوقت قصير، عفا كوشينسكي عن الرئيس الأسبق ألبرتو فوجيموري، الذي كان يقضي عقوبة بالسجن لمدة 25 عامًا بتهمة ارتكاب جرائم تنتهك حقوق الإنسان. أثار القرار احتجاجات هائلة في عدة مدن، واستقالة ثلاثة من وزرائه، وانتقادات شديدة من طيف واسع من الشخصيات. ثم، في 28 فبراير عام 2018، جرت الموافقة على قانون مولدر بطلب من التحالف الثوري الشعبي الأمريكي والفوجيمورية. حظر ذلك القانون دعاية الدولة في وسائل الإعلام الخاصة، وبعد فترة وجيزة جاء طلب ثان لفراغ منصب الرئاسة، بدعم من اليسار والفوجيموريين من القوة الشعبية.
الفترة الثالثة: أو «الأزمة الثالثة» بدأت قبل أيام قليلة من مناقشة مجلس الشيوخ لطلب الفراغ، عندما كشف الفوجيموريون في 20 مارس عام 2018 عن مقاطع فيديو ومقاطع صوتية تظهر أن العاملين الحكوميين، بما في ذلك وزير للدولة، تفاوضوا مع أحد أعضاء مجلس الشيوخ من القوة الشعبية، ليشتروا صوته ضد طلب الفراغ، مقابل خدمات لصالح منطقته. في اليوم التالي، أرسل الرئيس خطاب استقالته إلى مجلس الشيوخ، وقُبلت هذه الاستقالة في 23 مارس عام 2018. وفي نفس اليوم، أدى المهندس مارتن فيزكارا اليمين الدستورية كرئيس جديد، حيث كان على خط الخلافة بصفته النائب الأول لرئيس الجمهورية.
الفترة الرابعة: أو «الأزمة الرابعة» بدأت في 7 يوليو عام 2018، عندما كشفت بوابة صحفيي أي دي إل عن ملفات سي إن إم الصوتية، التي احتوت عروضًا مزعومة للعقوبات والأوامر والشكر على الخدمات أو المفاوضات الخاصة بالترقيات، تخص مسؤولين في المجلس الوطني للقضاء (هيئة النيابة العامة المرتبطة بشخصيات عامة متنوعة مثل السياسيين والصناعيين والرياضيين، برئاسة المحامي سيزار هينوستروزا)، كل ذلك أدى إلى مسيرات ضد الفساد طالبت «برحيل الجميع» في إشارة إلى السياسيين بشكل عام وإلى مجلس الشيوخ بشكل خاص. ثم قال الرئيس الحالي للجمهورية مارتن فيزكارا خلال خطابه عن الأعياد الوطنية إنه سيعقد استفتاءً على عدم إعادة انتخاب أعضاء مجلس الشيوخ وأعضاء القضاء. وقد جرى هذا الاستفتاء، وحل إثره هدوء نسبي بفوز اتجاه فيزكارا الرسمي.
الفترة الخامسة: أو «الأزمة الخامسة» بدأت في 31 ديسمبر عام 2018 عندما أقصى النائب العام للبلاد بيدرو شافاري في الساعات الأولى من عام 2019 المدعين خوسيه دومينغو بيريز ورافائيل فيلا باربا، المسؤولين عن القضية السياسية لكايكو فوجيموري والرئيس الأسبق آلن غارسيا، في نفس اليوم، وقد تحملت الحكومة بقيادة الرئيس فيزكارا عبئًا إعلاميًا كاملًا - تضمن قطاعي المعارضة اليمين واليسار السياسيين - ضد هذا القرار وضد شخصه كنائب عام، والمطالبة باستقالته. والنتيجة التي تحققت في 2 يناير عام 2019، كانت أمر شافاري باستبدال المدعين العامين بيريز وفيلا.
الفترة السادسة: أو «الأزمة السادسة» بدأت في 29 مايو عام 2019، عندما اتهم الرئيس فيزكارا مجلس الشيوخ بتأجيل الموافقة على حزمة من الإصلاحات السياسية (أحدها، حول الحصانة البرلمانية، والذي أهملته لجنة الدستور دون مزيد من المناقشة)، وأثار قضية الثقة للموافقة على ستة من الإصلاحات خلال فترة محددة. وافق مجلس الشيوخ على قضية الثقة في 5 يونيو عام 2019، واستعجل في الموافقة على الأفكار، مع إجراء تعديلات مختلفة على المشاريع الأصلية للسلطة التنفيذية. وفي 25 يوليو عام 2019 جرت الموافقة عليها كلها، على الرغم من أن اثنتين من التعديلات، ذات طبيعة دستورية، انتظرتا الموافقة النهائية لهيئة تشريعية ثانية.
الفترة السابعة: أو «الأزمة السابعة» بدأت في 28 يوليو عام 2019، عندما أشار فيزكارا من خلال رسالة إلى الأمة، إلى أن أحد المشاريع الأساسية للإصلاح السياسي، وهو مشروع الحصانة البرلمانية (والذي كان يسعى لأن يكون للسلطة القضائية وليس لمجلس الشيوخ نفسه الذي رفع الحصانة المذكورة)، ولم تتم الموافقة عليه؛ ولام الرئيس مجلس الشيوخ بسبب مواصلة «حماية» النائب العام شافاري والشخصيات الأخرى ذات الصلة بالرقاب البيضاء في الميناء (قضية ملفات سي إن إم الصوتية). على هذه الخلفية، اقترح فيزكارا تقديم الانتخابات العامة (للرئيس ومجلس الشيوخ)، ودلت الموافقة أنه يمكن إجراء هذه الانتخابات عن طريق استفتاء. وبعد أكثر من شهر من المناقشات، أهملت لجنة الدستور في مجلس الشيوخ المشروع، واعتبرته غير دستوري. في غضون أيام قليلة، كان مجلس الشيوخ قد حدد موعدًا لانتخاب قضاة المحكمة الدستورية الجدد؛ ومع ذلك، أعلنت السلطة التنفيذية أنها ستطرح قضية حجب ثقة جديدة لتعديل القانون الأساسي للمحكمة، في ما يتعلق بآلية انتخاب القضاة المذكورين، من أجل ضمان شفافيتها، لتكون قادرة على تطبيقها ضمن الانتخابات الحالية. وفي صباح 30 سبتمبر عام 2019، قرر مجلس الشيوخ مواصلة انتخاب القضاة، وانتخاب القاضي الأول غونزالو أورتيز دي زيفالوس أوليشيا وتأجيل النقاش حول قضية حجب الثقة حتى بعد ظهر اليوم نفسه. ومع انتهاء النقاش والموافقة على قضية حجب الثقة، بعث الرئيس فيزكارا برسالة إلى الأمة، أعلن فيها أنه حل مجلس الشيوخ بسبب حجب الثقة لمتابعته في انتخاب القاضي. وفقًا للدستور، عندما تحجب الثقة عن مجلس الشيوخ للمرة الثانية من قبل السلطة التنفيذية، فإن الرئيس مخول بحل مجلس الشيوخ (أول حجب للثقة كان لحكومة زافالا، في عهد كوشينسكي، حيث تعتبر حكومة فيزكارا امتدادً لتلك الحكومة). ودعت السلطة التنفيذية إلى انتخابات لمجلس شيوخ جديد، والتي كانت مقررةً في يناير عام 2020.